# Judith Rodin
Pour les articles homonymes, voir Rodin (homonymie).
Judith Rodin, née en 1944, est une psychologue américaine. Elle a été la première femme à présider une université de la Ivy League.[réf. nécessaire]
Elle a été présidente de l'université de Pennsylvanie de 1994 à 2004. En 2005, Newsweek la nomme parmi les douze femmes les plus puissantes des États-Unis.
En mars 2005, elle devient présidente de la Fondation Rockefeller. Elle siège au conseil d'administration de plusieurs entreprises, comme Comcast, le premier câblo-opérateur américain, la compagnie aérienne AMR, Aetna, BlackRock, et Citigroup.